# Epipocus
Epipocus es un género de coleóptero de la familia Endomychidae.

## Especies
Las especies de este género son:
- Epipocus alvaradi
- Epipocus aztecus
- Epipocus balli
- Epipocus bifidus
- Epipocus brunneus
- Epipocus caribanus
- Epipocus cinctus
- Epipocus cryptus
- Epipocus figuratus
- Epipocus flavipes
- Epipocus fuliginosus
- Epipocus gorhami
- Epipocus guatemalae
- Epipocus guatemoc
- Epipocus itzanus
- Epipocus longicornis
- Epipocus manni
- Epipocus mixtecus
- Epipocus mollicomus
- Epipocus mulilatus
- Epipocus nanus
- Epipocus opacus
- Epipocus politus
- Epipocus punctatus
- Epipocus rufitarsis
- Epipocus sallaei
- Epipocus similis
- Epipocus subcostatus
- Epipocus tibialis
- Epipocus toltecus
- Epipocus tristinoctis
- Epipocus tristis
- Epipocus unicolor
- Epipocus verapacis